# Rytwiany
Rytwiany is een dorp in de Poolse woiwodschap Święty Krzyż. De plaats maakt deel uit van de gemeente Rytwiany en telt 1821 inwoners.